# Lilia Prado
Lilia Amezcua Prado, née le 30 mars 1928 à Sahuayo, Michoacán, et décédée le 22 mai 2006 à Mexico, est une actrice mexicaine de cinéma et de télévision. 

## Biographie
Après avoir remporté un concours de beauté, elle intégra l'industrie du cinéma, d'abord dans de petits rôles, puis dans des interprétations plus importantes, par exemple pour Luis Buñuel (On a volé un tram, 1954) ou Joaquín Pardavé (La Barca de Oro, 1947). Elle a participé à plus de 100 films, et a reçu en 1999 un Ariel d'or Spécial pour l'ensemble de sa carrière.

## Filmographie
| - 1947 : Ángel o demonio - 1947 : La Barca de oro - 1947 : La Malagueña - 1947 : Pecadora - 1947 : Soy charro de Rancho Grande - 1948 : Dueña y señora - 1948 : El Reino de los gángsters - 1948 : Han matado a Tongolele - 1948 : La Sin ventura - 1948 : Nocturno de amor - 1948 : Tania la bella salvaje - 1949 : Arriba el norte - 1949 : Cita con la muerte - 1949 : Confidencias de un ruletero - 1949 : La Familia Pérez - 1949 : Novia a la medida - 1949 : Un Milagro de amor - 1949 : Una Gallega en México - 1950 : Amor con amor se paga - 1950 : Cuando acaba la noche - 1950 : El Desalmado - 1950 : Pata de palo - 1950 : Pobre corazón - 1950 : Si fuera una cualquiera - 1950 : Te besaré en la boca - 1951 : Corazón de fiera - 1951 : Crimen y castigo - 1951 : El Gavilán pollero - 1951 : Las Mujeres de mi general - 1952 : La Montée au ciel (Subida al cielo) de Luis Buñuel - 1952 : Las Interesadas - 1952 : Las Tres alegres comadres - 1952 : Rumba caliente - 1952 : Tío de mi vida - 1952 : Traigo mi 45 - 1953 : Cuarto de hotel - 1954 : Les Hauts de Hurlevent - 1954 : On a volé un tram - 1955 : Después de la tormenta - 1955 : La Vida no vale nada - 1956 : Le Vœu - 1956 : Los Gavilanes - 1957 : Las Locuras del rock 'n roll - 1958 : A media luz los tres - 1958 : Horas de agonía - 1958 : Ladrones de niños - 1958 : Quiero ser artista - 1959 : Ando volando bajo - 1959 : Besos de arena - 1959 : El que con niños se acuesta - 1959 : Kermesse - 1959 : La Reina del cielo - 1959 : Mi esposa me comprende - 1959 : Mis secretarias privadas - 1960 : Dicen que soy hombre malo | - 1960 : Dos maridos baratos - 1960 : Vuelta al paraíso - 1961 : El Analfabeto - 1961 : Senda prohibida - 1962 : Codicia (TV) - 1962 : Asesinos de la lucha libre - 1962 : Cuanto vale tu hijo - 1962 : El Asesino enmascarado - 1962 : El Malvado Carabel - 1962 : El Rey de la pistola - 1962 : Las Momias de Guanajuato (TV) - 1962 : Pueblito - 1964 : Los Hijos del condenado - 1965 : Audaz y bravero - 1965 : Los Cuervos están de luto - 1965 : Los Dos cuatreros - 1966 : La Vida de Pedro Infante - 1967 : Entre sombras (TV) - 1967 : Rancho solo - 1968 : Tiempo de perdon (TV) - 1968 : Ensayo de una noche de bodas - 1968 : México de noche - 1969 : Duelo en El Dorado - 1970 : La Vida inútil de Pito Pérez - 1970 : Las Cadenas del mal - 1972 : El Medio pelo - 1972 : El rincón de las vírgenes - 1972 : La Inocente - 1973 : Nosotros los pobres (TV) - 1973 : Diles que no me maten - 1974 : Fe, esperanza y caridad - 1974 : Los Valientes de Guerrero - 1975 : El Milagro de vivir (TV) - 1976 : La India - 1979 : El Fuego de mi ahijada - 1979 : Ratero - 1980 : El Cara parchada - 1981 : Mojado de nacimiento - 1981 : Oficio de tinieblas - 1981 : Mi nombre es Sergio, soy alcoholico - 1983 : La Pasión de Isabela (TV) - 1984 : Adiós Lagunilla, adiós - 1984 : Emanuelo - 1985 : La Tierra prometida - 1986 : Arriba Michoacán - 1986 : Los Amantes del señor de la noche - 1987 : Cinco nacos asaltan Las Vegas - 1987 : Mas buenas que el pan - 1988 : La Puerta negra - 1989 : Cargamento mortal - 1989 : Dos tipas de cuidado - 1989 : Tres veces mojado - 1990 : Desafiando a la muerte (Agentes federales) - 1991 : Hembras de tierra caliente |

## Distinction
- 1999 : Ariel d'or Spécial pour l'ensemble de sa carrière